# Julia Schöning
Julia Schöning (* 1974 in Bochum) (auch Julia Schöning-Winters) ist eine deutsche Journalistin und Fernsehmoderatorin.

## Werdegang
Julia Schöning machte 1993 Abitur in Bochum. Nach einem Auslandsaufenthalt an der Universität Paul Cézanne Aix-Marseille III in Frankreich studierte sie von 1994 bis 2003 Kunstgeschichte und Germanistik an der Ruhr-Universität Bochum und schloss ab mit Magistra Artium.
Schönings beruflicher Werdegang begann bei einem Bochumer Lokalradio, bei dem sie als Autorin, Reporterin und Nachrichtenredakteurin arbeitete. Im Jahr 2000 kam sie mit einem Volontariat zum WDR. Dort war sie unter anderem Reporterin für das ARD-Morgenmagazin und Zimmer frei! sowie Moderatorin für A40. Seit 2008 moderiert Schöning für den Nachrichtensender Phoenix. Von 2010 bis 2011 moderierte sie die Sendung Planet Wissen. Seit 2017 ist Schöning Moderatorin bei WDR 5 und arbeitet weiterhin als Autorin für das WDR Fernsehen, u. a. bei Frau TV und hier und heute. Seit 2020 moderiert sie vertretungsweise auch beim ARD-Morgenmagazin. Am 16. Mai 2022 moderierte sie zum ersten Mal die Sendung Live nach neun.